# Sas-hegy
Sas-hegy är en kulle i Ungerns huvudstad Budapest. Toppen på Sas-hegy är 266 meter över havet.